# Marie-Auguste Flameng
Pour les articles homonymes, voir Flameng.
Marie-Auguste Flameng né à Metz le 14 juillet 1843 et mort à Paris le 26 septembre 1893 est un peintre français.

## Biographie
Marie-Auguste Flameng est un élève de Pierre Puvis de Chavannes. Il débute au Salon des artistes français de 1870 avec son tableau intitulé Village de Lorraine. Il expose ensuite régulièrement au Salon des artistes français où il obtient des prix, notamment une médaille en 1881. Ses paysages et ses marines, peints dans le Calvados et en Bretagne, sont particulièrement appréciés. Il a également réalisé des vues du Loiret et de Paris.
Il est le père du coureur cycliste Léon Flameng (1877-1917).

## Collections publiques
- Mâcon, musée des Ursulines : Ruelle de village, huile sur toile[4].
- Paris, département des arts graphiques du musée du Louvre : Bateau de pêche trainant un canot en remorque, dessin.
- Pau, musée des Beaux-Arts : Bateaux de pêche à Cancale, 1876, huile sur toile[5].
- Rennes, musée des Beaux-Arts : Bateaux de pêche de Dieppe, vers 1881, huile sur toile[6].
- Toul, musée d'Art et d'Histoire : Embarquement d'huîtres à Cancale, 1888, huile sur toile.

Œuvres de Marie-Auguste Flameng
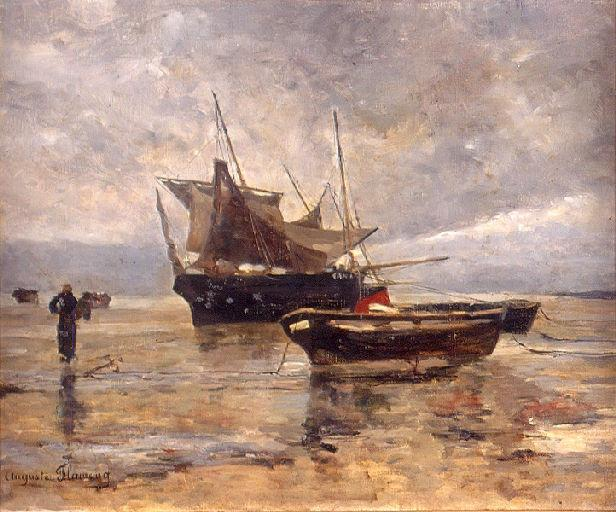
Bateaux de pêche à Cancale (1876), musée des Beaux-Arts de Pau.
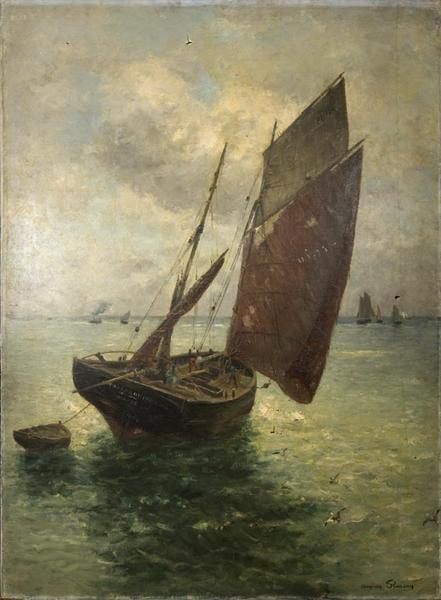
Bateaux de pêche de Dieppe (vers 1881), musée des Beaux-Arts de Rennes.
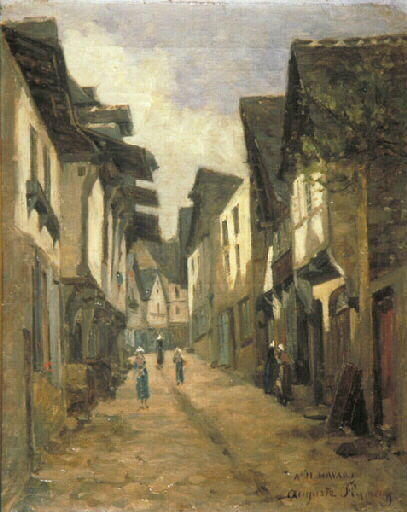
Ruelle de village, musée des Ursulines de Mâcon.